# Németújvári járás
A Németújvári járás (németül Bezirk Güssing) Ausztriában, Burgenland tartomány déli részen helyezkedik el.

## Fekvése
Északról a Felsőőri járás (Burgenland), keletről Vas vármegye (Magyarország), délről a Gyanafalvi járás (Burgenland), nyugatról Hartberg-fürstenfeldi járás (Stájerország) határolja.

## Története
A trianoni békeszerződésig Vas vármegyéhez tartozott, majd Ausztriához került Nemesmedves község kivételével. Területét kiegészítettek a körmendi és a szombathelyi járás elszakított településeivel (Lovászad, Karácsfa, Németbükkös, Nagysároslak és Pinkakertes ill. Alsóbeled, Felsőbeled, Monyorókerék, Pinkatótfalu és Kólom), valamint a felsőőri járáshoz került Hovárdos és Egyházasfüzes, így jelenlegi területe 485,44 km².

## Települések
| Város (Stadt) - Németújvár (Güssing) - Bányácska (Steingraben) - Békafalu (Krottendorf) - Kiskolozsvár (Glasing) - Orbánfalu (Urbersdorf) - Várszentmiklós (Sankt Nikolaus) Mezőváros (Marktgemeinde) - Barátfalva (Ollersdorf im Burgenland) - Kukmér (Kukmirn) - Felsőújlak (Neusiedl bei Güssing) - Hárspatak (Limbach) - Kisvaskút (Eisenhüttl) - Monyorókerék (Eberau) - Horváthásos (Kroatisch Ehrensdorf) - Kólom (Kulm im Burgenland) - Pinkakertes (Gaas) - Pinkatótfalu (Winten) - Pásztorháza (Stinatz) - Pinkóc (Güttenbach) - Strém (Strem) - Lipóc (Steinfurt) - Némethásos (Deutsch Ehrensdorf) - Szombatfa (Sumetendorf) - Szentelek (Stegersbach) | Község (Gemeinde) - Alsómedves (Großmürbisch) - Baksafalva (Bocksdorf) - Beled (Bildein) - Alsóbeled (Unterbildein) - Felsőbeled (Oberbildein) - Borosgödör (Inzenhof) - Burgóhegy-Magashegy (Burgauberg-Neudauberg) - Burgóhegy (Burgauberg) - Magashegy (Neudauberg) - Felsőmedves (Kleinmürbisch) - Nagysároslak (Moschendorf) - Nád (Rohr im Burgenland) - Németszentgrót-Sóskútfalu (Gerersdorf-Sulz) - Németszentgrót (Gerersdorf bei Güssing) - Őzgödör (Rehgraben) - Sóskútfalu (Sulz im Burgenland) - Óbér (Olbendorf) - Pusztaszentmihály (Sankt Michael im Burgenland) - Ganócs (Gamischdorf) - Salafa (Schallendorf im Burgenland) - Rábort (Rauchwart) - Sándorhegy (Tschanigraben) - Szentkút (Heiligenbrunn) - Karácsfa (Hagensdorf im Burgenland) - Lovászad (Luising) - Németbükkös (Deutsch Bieling) - Zsámánd (Reinersdorf) - Szénásgödör (Heugraben) - Tobaj (Tobaj) - Horvátcsencs (Kroatisch Tschantschendorf) - Németcsencs (Deutsch Tschantschendorf) - Pónic (Punitz) - Taródcsencs (Tudersdorf) - Vasnyúlfalu (Hasendorf im Burgenland) - Újhegy (Neuberg im Burgenland) - Újtelep (Neustift bei Güssing) - Vághegy (Hackerberg) - Vörthegy (Wörterberg) |